# Allright

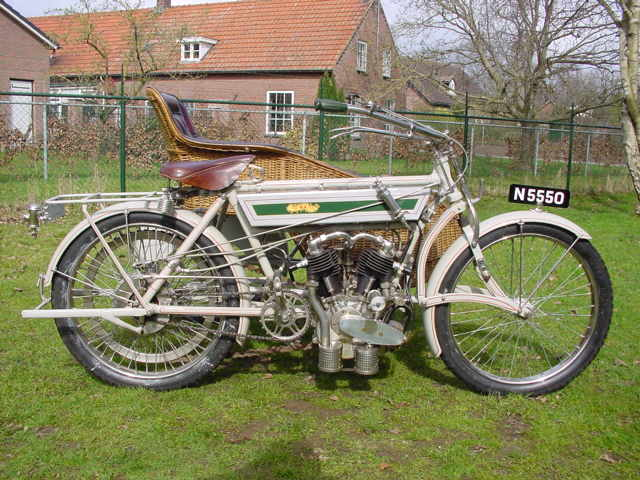
Deze Allright met Truffault-voorvork uit 1912 werd in Engeland als VS verkocht

Allright, Tiger, Roland, Vindec-Special en VS zijn een Duitse historische merken van motorfietsen van dezelfde fabrikant.
De bedrijfsnaam was: Köln-Lindenthaler Metallwerke AG, Köln-Lindenthal.

## Allright
De rijwielfabrikant Köln-Lindenthaler Metallwerke (in 1890 opgericht door Georg Sorge) begon in 1901 motorfietsen te produceren met Kelecom-Antoine, FN en Minerva-motoren. Sorge gebruikte voor zijn motorfietsen dezelfde naam als voor zijn fietsen: "Allright". Vanaf 1905 werden (ook) Duitse Fafnir- eencilinder- en V-twin inbouwmotoren gebruikt. Vanaf dat jaar kon de klant ook kiezen voor een Truffault-schommelvoorvork.
Toen de Eerste Wereldoorlog uitbrak eindigde de productie. Na de oorlog werden er weer motorfietsen geproduceerd, maar waarschijnlijk pas aan het begin van de jaren twintig, toen werden typisch Britse motorfietsen gemaakt met eigen 149cc en 173cc-tweetakten en 347cc en 497cc-JAP- MAG- en Blackburne-blokken. In 1923 nam men de Cito-Werke in Köln-Klettenberg over, waardoor ook de bouw van de KG (Krieger-Gnädig)-motorfietsen met 498cc-blokmotoren en asaandrijving bij Allright terechtkwam. Krieger was in 1922 gefuseerd met de Cito-fabriek in Suhl. In 1927 beëindigde de Köln-Lindenthaler Metallwerke AG de productie van motorfietsen, maar men bleef wel fietsen maken. De productiemachines voor de motorfietsen werden overgenomen door voormalig Krieger-Gnädig technicus Paul Henkel, die ze naar het nabijgelegen Mäbendorf verhuisde en de productie van de voormalige Cito- en Krieger-Gnädig-modellen weer opstartte.

## Vindec-Special en VS
In 1903 ging Sorge zijn motorfietsen via de South British Trading Company en importeur Billy Wells naar het Verenigd Koninkrijk exporteren. De naam "Allright" verviel, hoewel er geen brits motorfietsmerk van die naam bekend is. Mogelijk waren er wel "Allright" fietsen en was het plan om ook de Duitse rijwielen daar te verkopen. De firma Brown Bros verkocht al motorfietsen onder de naam "Vindec", maar toch werd die naam ook door de South British Trading Company gekozen, hoewel nu als "Vindec-Special". Het logo leek ook veel op dat van Vindec. Hoewel de Vindec-Special- en de Allright-modellen identiek waren, werd er in de Britse advertenties met geen woord gerept over de Duitse afkomst, maar wel over de toegepaste FN-motoren. De naam "Vindec-Special" werd al snel vereenvoudigd tot "VS". De Duitse motorcoureur Max Geiger importeerde rond 1911 speciale racemachines in Groot-Brittannië en verkocht ze daar in elk geval als "VS", maar de naam komt al voor in advertenties uit 1908. Dan is de handelsnaam ook al veranderd in "VS Cycle & Motor Company".

## Tiger en Roland
De merknamen "Tiger" en "Roland" werden tot 1907 in Duitsland ook gebruikt voor de Allright-motorfietsen. Na 1927 kwam de naam "Tiger" weer terug, maar nu als merknaam die de Köln-Lindenthaler Metallwerke gebruikte voor motorfietsonderdelen zoals remmen, wielnaven en voorvorken, die voor andere merken werden gemaakt.